# Альварес Браво, Мануэль
Мануэ́ль А́льварес Браво (исп. Manuel Álvarez Bravo; 4 февраля 1902, Мехико — 19 октября 2002, там же) — мексиканский фотограф и режиссёр.

## Биография
Внук фотографа, сын преподавателя, увлекавшегося литературой, живописью и фотографией. Обучался живописи и музыке в Академии Сан-Карлос в Мехико, но в дальнейшем считал и называл себя самоучкой. В 1923 году познакомился с выходцем из Германии, фотографом Хуго Бреме, который заинтересовал его фотоискусством и побудил купить первый фотоаппарат. Уже в 1925 году получил премию на фотоконкурсе в Оахаке. В том же году женился на Долорес Мартинес де Анда, ставшей впоследствии известным фотографом под именем Лолы Альварес Браво (1907—1993). Подружился с Тиной Модотти и Диего Риверой. В 1932 году состоялась первая персональная выставка Альвареса Браво. Познакомился с Андре Бретоном, сотрудничал с ним, выставлялся вместе с сюрреалистами.

## Творчество
Критика сближает искусство Альвареса Браво с манерой Кларенса Джона Лафлина и Эдварда Уэстона. Он был учителем Грасьелы Итурбиде.

## Работа в кино
В 1940-е годы работал в кино, как фотограф сотрудничал с Сергеем Эйзенштейном («Да здравствует Мексика!»), Луисом Бунюэлем («Назарин»), Джоном Фордом, снял несколько короткометражных лент как режиссёр.

## Альбомы и каталоги
- Manuel Alvarez Bravo: photographs from the J. Paul Getty Museum. Los Angeles: J. Paul Getty Museum, 2001
- Manuel Alvarez Bravo: Polaroids. Mexico: Editorial RM, 2005
- Manuel Alvarez Bravo: the eyes in his eyes = ojos en los ojos. Santa Monica: RoseGallery; Bergamot Station Arts Center, 2007

## Признание
Национальная художественная премия правительства Мексики (1975), французский Орден искусств и литературы (1981), международная премия «Хассельблад» (1994) и другие награды. Имя Альвареса Браво носит Центр фотоискусства в Оахаке, один из залов Музея современного искусства в Мехико. О нем снято несколько документальных фильмов.